# CD Universidad Católica (Quito)
Club Deportivo Universidad Católica – ekwadorski klub z siedzibą w mieście Quito.

## Historia
Klub Universidad Católica, założony 15 maja 1963, już w 1965 roku uzyskał prawo gry w pierwszej lidze. Zajął wówczas 7. miejsce (przedostatnie), co oznaczało spadek z ligi. W następnych pierwszoligowych rozgrywkach, do których awansował w 1969, uzyskał 9. miejsce, jednak tym razem klubów w lidze było więcej, więc pozycja ta gwarantowała udział w pierwszej lidze także w następnym sezonie. W 1973 klub odniósł swój największy sukces – wicemistrzostwo Ekwadoru. Wyczyn ten udało się powtórzyć jeszcze w 1979. W 1980 klub zajął trzecie miejsce, a potem jego wyniki pogarszały się, co zakończyło się ostatecznym spadkiem do drugiej ligi w 1992, a później nawet do trzeciej ligi. W 1998 r. klub wrócił do drugiej ligi, w której grał do roku 2008, kiedy to awansował do Serie A.

## Osiągnięcia

### Krajowe
- Serie A

| zwycięstwo (0):     | –          |
| drugie miejsce (2): | 1973, 1979 |